# Abdullahi Issa Mohamud
Abdullahi Issa Mohamud, in somalo Cabdullaahi Ciise Maxamuud (Afgoi, 11 novembre 1922 – Roma, 11 marzo 1988), è stato un politico somalo.

## Biografia
Esponente della Lega dei Giovani Somali, fu Primo ministro dell'Amministrazione fiduciaria italiana della Somalia dal 1956 al 1960. Dopo il raggiungimento dell'indipendenza del Paese ricoprì l'incarico di Ministro degli affari esteri nei governi di Muhammad Haji Ibrahim Egal (1960) e Abdirashid Ali Shermarke (1960-1964).
Nel 1974 fu designato da Mohammed Siad Barre ambasciatore in Svezia.
Morì a Roma nel 1988.